# フーニン県 (フート省)
フーニン県（フーニンけん、ベトナム語：Huyện Phù Ninh / 縣扶寧?）は、ベトナム社会主義共和国フート省の県である。面積は156.37 km²、人口は114,048人（2018年）である。

## 行政区画
以下の1市鎮16社から構成される。
- フォンチャウ市鎮（Phong Châu / 峰州）
- アンダオ社（An Đạo / 安道）
- バオタイン社（Bảo Thanh / 保青）
- ビンフー社（Bình Phú / 平富）
- ザータイン社（Gia Thanh / 椰青）
- ハザップ社（Hạ Giáp / 下甲）
- レミー社（Lệ Mỹ / 儷美）
- リエンホア社（Liên Hoa / 蓮花）
- フーロック社（Phú Lộc / 富祿）
- フーミー社（Phú Mỹ / 富美）
- フーニャム社（Phú Nham / 富岩）
- フーニン社（Phù Ninh / 扶寧）
- チャムタン社（Trạm Thản / 站坦）
- ティエンズー社（Tiên Du / 仙油）
- ティエンフー社（Tiên Phú / 仙富）
- チークアン社（Trị Quận / 治郡）
- チュンザップ社（Trung Giáp / 中甲）